# Arturo de Córdova

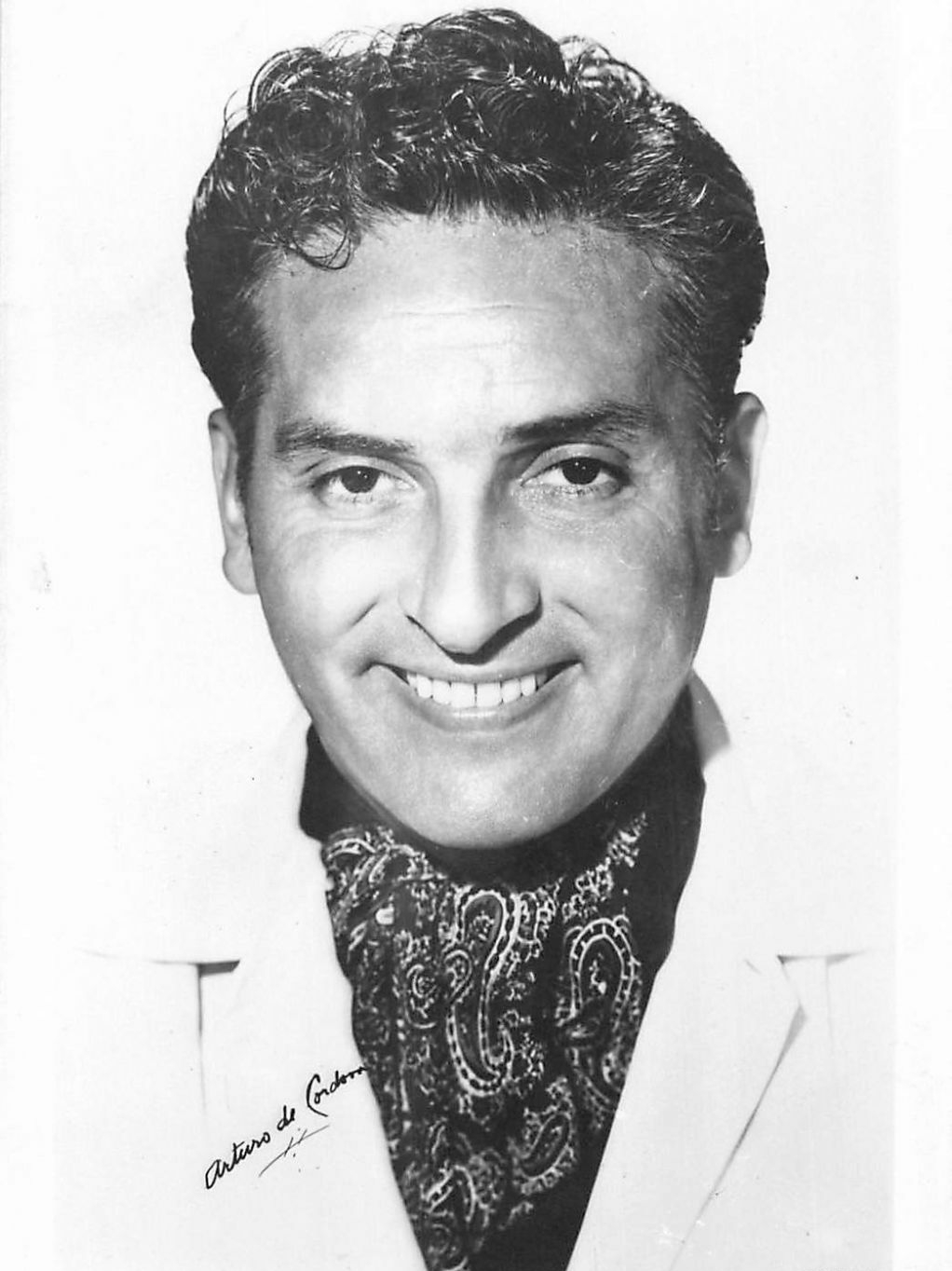
Arturo de Córdova, circa 1940

Arturo de Córdova (* 8. Mai 1908 in Mérida, Yucatán als Arturo García Rodríguez; † 3. November 1973 in Mexiko-Stadt) war ein mexikanischer Schauspieler.

## Leben und Karriere
De Córdova studierte zunächst an der Université de Lausanne (Schweiz) und war anschließend in leitender Funktion bei der chilenischen Filiale der US-Nachrichtenagentur United Press in Santiago de Chile tätig. Wieder daheim in Mexiko, fand de Córdova Beschäftigung bei der Rundfunkstation XEZ in Mérida, ehe er sich zu einem Berufswechsel entschloss und Schauspieler wurde.
Arturo de Córdova gab sein Filmdebüt 1936 im heimischen Mexiko und stieg innerhalb weniger Jahre in seinem Heimatland zu einem Filmstar auf. 1942 spielte er die Titelrolle in einer weniger bekannten Verfilmung des Literaturklassikers Der Graf von Monte Christo. 1943 unterschrieb er einen Studiovertrag in Hollywood bei Paramount Pictures, die ihn als südländischen Liebhaber in der Tradition eines Rudolph Valentino zu vermarkten versuchten. In der preisgekrönten Hemingway-Verfilmung  Wem die Stunde schlägt erhielt er an der Seite von Gary Cooper und Ingrid Bergman die wichtige Nebenrolle des manchmal unvorsichtigen, aber gutherzigen Kämpfers Agustín. Anschließend spielte er weitere Hauptrollen, etwa neben Joan Fontaine als Piratenkapitän in dem Abenteuerstreifen Der Pirat und die Dame (1944) sowie in dem Drama A Medal for Benny (1945) mit Dorothy Lamour. Er konnte sich allerdings nicht dauerhaft in Hollywood etablieren und kehrte nach seiner Hauptrolle in Arthur Lubins Musicalfilm New Orleans (1947) wieder nach Mexiko zurück.
In Mexiko und weiteren spanischsprachigen Ländern war De Córdova dagegen bis in die 1960er-Jahre ein beliebter Filmstar. Besonders häufig arbeitete er mit dem Regisseur Roberto Gavaldón zusammen. Mit dem Premio Ariel, dem wichtigsten mexikanischen Filmpreis, wurde er in der Kategorie Bester Hauptdarsteller in den Jahren 1952, 1954 und 1958 ausgezeichnet. Seine international bekannteste Rolle in einem mexikanischen Film spielte er 1952 in dem Drama Er von Luis Buñuel. De Córdova verkörperte in diesem Film einen reichen und streng katholischen Mexikaner, der nach seiner Heirat seine Ehefrau mit Wutausbrüchen und religiösen Fantasien tyrannisiert. 1966 stand er mit der Miniserie Aprendiendo a Vivir erstmals und einmalig für eine Fernsehproduktion vor der Kamera. Seine letzte Rolle spielte er 1971 in der Komödie El profe an der Seite von Cantinflas. Insgesamt umfasst Arturo de Córdovas Schaffen über 100 Filme.
Der Schauspieler war seit 1964 in zweiter Ehe mit seiner Kollegin Marga López verheiratet. Er starb im November 1973 im Alter von 65 Jahren an einem Schlaganfall.

## Filmografie (Auswahl)
- 1936: Celos
- 1942: Der Graf von Monte Christo (El conde de Montecristo)
- 1943: Wem die Stunde schlägt (For Whom the Bell Tolls)
- 1944: Der Pirat und die Dame (Frenchman’s Creek)
- 1945: A Medal for Benny
- 1945: Incendiary Blonde
- 1947: New Orleans
- 1947: La diosa arrodillada
- 1950: El hombre sin rostro
- 1948: König der Bettler (Dios se lo pague)
- 1948: Abenteuer auf Sizilien (Adventures of Casanova)
- 1950: Das Teufelsweib von Santa Margarita (La balandra Isabel llegó esta tarde)
- 1951: Verbrecherische Hände (En la palma de tu mano)
- 1953: Er (Él)
- 1955: Los peces rojos
- 1960: El esqueleto de la señora Morales
- 1961: Los hermanos Del Hierro
- 1967: Los perversos
- 1971: El profe